# Julius Streicher
Julius Sebastian Streicher (Fleinhausen kraj Augsburga, 12. veljače 1885. – Nürnberg, 16. listopada 1945.), nacistički političar i antisemitski propagandist. 
Rođen je u učiteljskoj obitelji; a i sam je predavao u osnovnoj školi jedno vrijeme. Borio se u Prvom svjetskom ratu, dobio čin poručnika, i Željezni križ.  Nakon rata, 1923. osniva Der Stürmer, otvoreno antisemitistički list.
Uhićen je i osuđen je na smrt.  Zadnje riječi su mu bile:Heil Hitler! Ovo je moj Purim 1946. Idem Bogu. Boljševici će i vas jednog dana objesiti.  Ubijen je za dvanaest minuta.